# Lithobius reconditus
Lithobius reconditus är en mångfotingart som beskrevs av Zalesskaja 1972. Lithobius reconditus ingår i släktet Lithobius och familjen stenkrypare. Inga underarter finns listade i Catalogue of Life.